# Tallinna FC Betoon
Tallinna FC Betoon – estoński klub futsalowy z siedzibą w mieście Tallinn, obecnie występuje w najwyższej klasie rozgrywkowej Estonii.

## Sukcesy
- Mistrzostwo Estonii (1): 2007/08